# کلمنته فراکاسی
کلمنته فراکاسی (ایتالیایی: Clemente Fracassi؛ ۵ مارس ۱۹۱۷ – ۲ فوریهٔ ۱۹۹۳) یک کارگردان، فیلم‌نامه‌نویس و تهیه‌کننده اهل ایتالیا بود.
وی کارگردان فیلم‌هایی همچون آیدا بوده است.